# Scutellinia pseudotrechispora
Scutellinia pseudotrechispora är en svampart som först beskrevs av Joseph Schröter, och fick sitt nu gällande namn av Le Gal 1962. Scutellinia pseudotrechispora ingår i släktet Scutellinia och familjen Pyronemataceae.  Arten är reproducerande i Sverige. Inga underarter finns listade i Catalogue of Life.